# Polyrhachis alexandri
Polyrhachis alexandri é uma espécie de formiga do gênero Polyrhachis, pertencente à subfamília Formicinae.